# Johan Lædre Bjørdal
Johan Lædre Bjørdal (Egersund, 1986. május 5. –) válogatott norvég labdarúgó, hátvéd.

## Pályafutása

### Klubcsapatokban
2003-ban az Egersund, 2003 és 2006 között a Viking labdarúgója volt. 2005-ben kölcsönben a Tønsberg csapatában szerepelt. 2007 és 2011 között a Bodø/Glimt, 2011 és 2013 között a Viking, 2014–15-ben a dán AGF, 2015 és 2017 között a Rosenborg, 2018–19-ben a belga Zulte-Waregem labdarúgója volt. 2019–20-ban a Vålerenga csapatában fejezte be az aktív játékot.

### A válogatottban
A norvég U19-es válogatott tagjaként részt vett a 2005-ös U19-es labdarúgó-Európa-bajnokságon. 2013-ban három alkalommal szerepelt a  norvég válogatottban.

## Sikerei, díjai
Rosenborg
- Norvég bajnokság
  - bajnok (3): 2015, 2016, 2017[1][2]
- Norvég kupa
  - győztes (2): 2015, 2016[2]